# Pic Gourdon (Antarctique)
Pour les articles homonymes, voir Pic Gourdon.
Le pic Gourdon est un sommet au nord du pic Wandel, parmi les sommets les plus hauts de la dorsale nord-sud de l'île Booth, dans l'archipel Wilhelm, en Antarctique. Il a été décrit par l'expédition française antarctique de 1903–1905, dirigée par Jean-Baptiste Charcot, et nommé d'après Ernest Gourdon, le géologue de l'expédition.